# Pioneer 11
Pioneer 11 är en rymdsond som inom Pioneerprogrammet sändes ut i rymden 1973 för att utforska planeterna Jupiter och Saturnus. Man förlorade kontakten med Pioneer 11 i november 1995. Sonden befann sig då 44,7 AE från solen och var i rörelse mot de yttre delarna av solsystemet med en hastighet av ungefär 2,5 AE per år.

## Externa länkar

Pioneer 11:s och andra avlägsna sonders positioner.